# 米川琴翁
米川 琴翁（よねかわ きんおう、1883年（明治16年）12月25日 - 1969年（昭和44年）1月24日）は日本の岡山県高梁市出身の地歌筝曲家。娘は生田流家元の米川敏子。

## 人物
幼時から弱視で異母兄である米川暉寿に箏を習った。15歳から斉藤芳之都に箏曲を師事した。1905年（明治38年）に上京し、小出といから三弦を学んだ。その後一時的に姫路で指導をしていたが、東京に戻り、1922年（大正11年）研箏会を創設し、自らが会長となって多数の弟子たちの育成に励んだ。1919年（大正8年）に13弦の低音箏などを開発した。1959年（昭和34年）に長男の米川親利に会長の座を譲り、琴翁と名乗った。ロシア文学者の米川正夫は弟。

## 作品
- 「収穫の野」
- 「潮の響」など。